# Sankt Margarethen an der Sierning
Sankt Margarethen an der Sierning là một đô thị thuộc huyện Sankt Pölten-Land trong bang Niederösterreich, Áo.